# Ligne D12 de la navette fluviale de Budapest
Pour les articles homonymes, voir D12.
La ligne D12 de la navette fluviale de Budapest est une des trois lignes du réseau fluvial de Budapest. Elle relie Rómaifürdő à Müpa – Nemzeti Színház .

## Stations
|  |   |  | Station                             | Desserte          | Correspondances                   |
|  | - |  | ----------------------------------- | ----------------- | --------------------------------- |
|  | o |  | Müpa – Nemzeti Színház H            | 9e arr.           | 1 23 23E 54 55 179                |
|  | o |  | Boráros tér H (Petőfi híd)          | 9e arr.           | 2 4 6 15 23 23E 54 55 115 212     |
|  | o |  | Szent Gellért tér M (Szabadság híd) | 11e arr.          | 19 41 47 47B 48 49 56 56A 7 133E  |
|  | o |  | Petőfi tér (Erzsébet híd)           | 5e arr.           | 2 5 7 8E 15 108E 110 115 133E 178 |
|  | o |  | Várkert Bazár                       | 1er arr.          | 19 41                             |
|  | o |  | Kossuth Lajos tér M                 | 5e arr.           | 2 15 115 70 78                    |
|  | o |  | Batthyány tér M+H                   | 1er arr., 2e arr. | 19 41 11 39 109 111               |
|  | o |  | Jászai Mari tér (Margit híd)        | 5e arr., 13e arr. | 2 4 6 75 76 9 26 91 191 226 291   |
|  | o |  | Margitsziget, Centenáriumi emlékmű  | 13e arr.          | 26 226                            |
|  | o |  | Népfürdő utca (Árpád híd)           | 13e arr.          | 1 15 26 34 106 115                |
|  | o |  | Óbudai-sziget                       | 3e arr.           | 226                               |
|  | o |  | Rómaifürdő                          | 3e arr.           | 34                                |